# Timea Tătar
Timea Judita Tătar (n. 28 iulie 1989, în Baia Mare) este o handbalistă română care joacă pentru echipa CS Măgura Cisnădie. Tătar evoluează pe postul de pivot.

## Carieră
Timea Tătar a început să joace handbal la CS Extrem Baia Mare, avându-l ca antrenor pe Adrian Palko, după care s-a transferat la Clubul Sportiv Școlar nr. 2 din Baia Mare. Din 2008, ea a fost cooptată în echipa de senioare a HCM Baia Mare, unde a evoluat până în 2009, când a fost împrumutată la HC Oțelul Galați. În februarie 2010, din cauza accidentării pivotului Zsanett Borbély, Tătar a fost readusă la Baia Mare de antrenorii Ioan Băban și Costică Buceschi.
În luna martie 2013, Tătar a fost pentru prima dată convocată la echipa națională a României, cu ocazia ediției a 46-a a Trofeului Carpați. În mai 2013, Timea Tătar și-a prelungit contractul cu HCM Baia Mare până pe 30 iunie 2016. În urma disoluției clubului HCM Baia Mare, Tătar s-a transferat în vara anului 2016, la HC Dunărea Brăila. Dupâ un sezon la Dunărea Brăila, a semnat cu Corona Brașov. La sfârșitul sezonului 2017-18, s-a transferat la SCM Craiova. În 2020, Tătar a semnat cu CS Măgura Cisnădie.

## Palmares
- Liga Campionilor:
  - Sfertfinalistă: 2015, 2016
  - Grupe: 2014
  - Calificări: 2019

- Liga Europeană:
  - Grupe: 2022
  - Turul 3: 2023

- Cupa EHF:
  - Optimi: 2009
  - Grupe: 2019
  - Turul 4: 2010
  - Turul 3: 2017
  - Turul 2: 2010, 2020

- Liga Națională:
  - Medalie de aur: 2014
  - Medalie de argint: 2013, 2015, 2016, 2017

- Cupa României:
  -  Câștigătoare: 2013, 2014, 2015
  - Medalie de bronz: 2016

- Supercupa României:
  -  Câștigătoare: 2013, 2014, 2015

## Statistică goluri și pase de gol
Conform Federației Române de Handbal, Federației Europene de Handbal și Federației Internaționale de Handbal: 
| Sezon                                    | Echipă       | Goluri |
| ---------------------------------------- | ------------ | ------ |
|                                          |              |        |
| 2008-09                                  |              |        |
| HCM Baia Mare                            | 10           |        |
|                                          |              |        |
| 2009-10                                  |              |        |
| HC Oțelul Galați / HCM Știința Baia Mare | 25 / 11 (36) |        |
|                                          |              |        |
| 2010-11                                  |              |        |
| HCM Știința Baia Mare                    | 44           |        |
|                                          |              |        |
| 2011-12                                  |              |        |
| HCM Baia Mare                            | 65           |        |
|                                          |              |        |
| 2012-13                                  |              |        |
| HCM Baia Mare                            | 47           |        |
|                                          |              |        |
| 2013-14                                  |              |        |
| HCM Baia Mare                            | 73           |        |
|                                          |              |        |
| 2014-15                                  |              |        |
| HCM Baia Mare                            | 30           |        |
|                                          |              |        |
| 2015-16                                  |              |        |
| HCM Baia Mare                            | 36           |        |
|                                          |              |        |
| 2016-17                                  |              |        |
| HC Dunărea Brăila                        | 65           |        |
|                                          |              |        |
| 2017-18                                  |              |        |
| Corona Brașov                            | 39           |        |
|                                          |              |        |
| 2018-19                                  |              |        |
| SCM Craiova                              | 56           |        |
|                                          |              |        |
| 2019-20                                  |              |        |
| SCM Craiova                              | 5            |        |
|                                          |              |        |
| 2020-21                                  |              |        |
| CS Măgura Cisnădie                       | 118          |        |
|                                          |              |        |
| 2021-22                                  |              |        |
| CS Măgura Cisnădie                       | 79           |        |

| Sezon                 | Echipă | Goluri |
| --------------------- | ------ | ------ |
|                       |        |        |
| 2010-11               |        |        |
| HCM Știința Baia Mare |        |        |
|                       |        |        |
| 2012-13               |        |        |
| HCM Baia Mare         | 1      |        |
|                       |        |        |
| 2013-14               |        |        |
| HCM Baia Mare         | 6      |        |
|                       |        |        |
| 2014-15               |        |        |
| HCM Baia Mare         | 2      |        |
|                       |        |        |
| 2015-16               |        |        |
| HCM Baia Mare         | 9      |        |
|                       |        |        |
| 2016-17               |        |        |
| HC Dunărea Brăila     | 2      |        |
|                       |        |        |
| 2017-18               |        |        |
| Corona Brașov         | 3      |        |
|                       |        |        |
| 2018-19               |        |        |
| SCM Craiova           | 3      |        |
|                       |        |        |
| 2020-21               |        |        |
| CS Măgura Cisnădie    | 3      |        |
|                       |        |        |
| 2021-22               |        |        |
| CS Măgura Cisnădie    | 8      |        |

| Sezon         | Echipă | Goluri |
| ------------- | ------ | ------ |
|               |        |        |
| 2012-13       |        |        |
| HCM Baia Mare | 3      |        |
|               |        |        |
| 2013-14       |        |        |
| HCM Baia Mare | -      |        |
|               |        |        |
| 2014-15       |        |        |
| HCM Baia Mare | 1      |        |

| Ediția        | Echipă | Goluri | Pase de gol |
| ------------- | ------ | ------ | ----------- |
|               |        |        |             |
| Germania 2017 |        |        |             |
| România       | 3      | -      |             |

| Sezon                | Echipă | Goluri |
| -------------------- | ------ | ------ |
|                      |        |        |
| 2013-14              |        |        |
| HCM Baia Mare        | 23     |        |
|                      |        |        |
| 2014-15              |        |        |
| HCM Baia Mare        | 6      |        |
|                      |        |        |
| 2015-16              |        |        |
| HCM Baia Mare        | 4      |        |
|                      |        |        |
| 2018-19 (Calificări) |        |        |
| SCM Craiova          | 3      |        |

| Sezon              | Echipă | Goluri |
| ------------------ | ------ | ------ |
|                    |        |        |
| 2021-22            |        |        |
| CS Măgura Cisnădie | 16     |        |

| Sezon                                    | Echipă | Goluri |
| ---------------------------------------- | ------ | ------ |
|                                          |        |        |
| 2008-09                                  |        |        |
| HCM Baia Mare                            | -      |        |
|                                          |        |        |
| 2009-10                                  |        |        |
| HC Oțelul Galați / HCM Știința Baia Mare | - / 5  |        |
|                                          |        |        |
| 2016-17                                  |        |        |
| HC Dunărea Brăila                        | 15     |        |
|                                          |        |        |
| 2018-19                                  |        |        |
| SCM Craiova                              | 21     |        |
|                                          |        |        |
| 2019-20                                  |        |        |
| SCM Craiova                              | -      |        |